# Pistolet Browning M1910
Browning M1910 – belgijski pistolet samopowtarzalny produkowany w latach 1910–1954. Skonstruowany przez Johna Mosesa Browninga jako następca pistoletu M1900.

## Historia
W 1900 roku belgijskie zakłady Fabrique Nationale de Herstal (FN) rozpoczęły produkcję pistoletu M1900. Była to udana konstrukcja, ale szybki postęp techniczny sprawił, że już po kilku latach stała się przestarzała. Dlatego w 1910 roku w FN rozpoczęło produkcję nowego ulepszonego pistoletu – M1910. W stosunku do poprzednika największą nowością była sprężyna powrotna owinięta naokoło lufy. M1910 był pierwszym produkowanym seryjnie pistoletem z tak umieszczoną sprężyną powrotną. Nowy pistolet był produkowany w wersjach zasilanych nabojami 7,65 x 17 mm SR Browning oraz 9 x 17 mm Short.
M1910 produkowany był głównie na rynek cywilny (zarówno europejski jak i amerykański), ale duża liczba tych pistoletów znalazła się także na wyposażeniu wielu europejskich formacji policyjnych. W 1922 roku opracowano zmodyfikowaną wersję (M1910/22) o przedłużonej lufie i chwycie oraz pojemniejszym magazynku, przeznaczoną dla armii jugosłowiańskiej.
M1910 cieszył się bardzo dużą popularnością, a jego produkcję ostatecznie zakończono dopiero w 1954 roku. 
Pistolet zasłynął również tym, iż został użyty przez Gawriło Principa podczas Zamachu w Sarajewie, podczas którego zastrzelił on arcyksięcia Franciszka Ferdynanda i jego żonę Zofię. Broń ta w kalibrze 9 mm i numerze seryjnym 19074, znajduje się w Heeresgeschichtliches Museum w Wiedniu.

## Konstrukcja

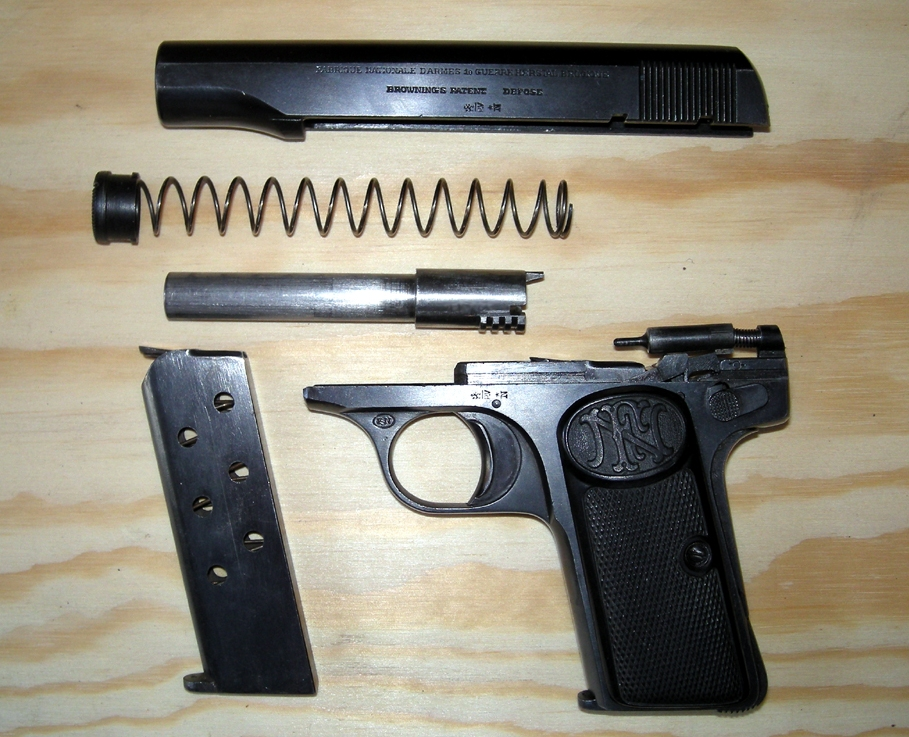
M1910 rozłożony na części

Browning M1910 był bronią samopowtarzalną. Zasada działania oparta na odrzucie zamka swobodnego. Mechanizm spustowy bezkurkowy. W przeciwieństwie do innych pistoletów Browninga sprężyna powrotna umieszczona jest wokół lufy, a nie na żerdzi pod lufą, co powoduje charakterystyczną zmianę kształtu broni.
Bezpiecznik nastawny. Skrzydełko bezpiecznika po lewej stronie zamka. Dodatkowo M1910 posiadał automatyczny bezpiecznik chwytowy.
M1910 zasilany był z wymiennego, jednorzędowego magazynka pudełkowego o pojemności 7 lub 6 naboi (zależnie od kalibru), umieszczonego w chwycie. Przycisk zwalniania magazynka znajdował się u dołu chwytu. Przyrządy celownicze mechaniczne, stałe (muszka i szczerbinka).